# Melissa i Joey
Melissa i Joey (ang. Melissa & Joey, 2010-2015) – amerykański serial komediowy stworzony przez Davida Kendalla i Boba Younga. Wyprodukowany przez Hartbreak Films i ABC Family Original Productions.
Światowa premiera serialu miała miejsce 17 sierpnia 2010 roku na antenie ABC Family. W Polsce premiera serialu odbyła się 18 marca 2013 roku na kanale Comedy Central Polska. Od 29 sierpnia 2013 roku serial emitowany na kanale Comedy Central Family.

 9 lutego 2015 roku, stacja ABC Family ogłosiła zakończenie serialu po 4 sezonie

## Opis fabuły
Serial przedstawia losy Melissy (Melissa Joan Hart), kobiety, która pochodzi z tradycyjnej politycznej rodziny. Pod swoje skrzydła bierze siostrzenicę Lennox i siostrzeńca Rydera. Joe (Joseph Lawrence) traci pracę i zgadza się pracować u Mel jako pomoc domowa.

## Obsada

### Główni
- Melissa Joan Hart jako Melissa "Mel" Burke[2]
- Joseph Lawrence jako Joseph "Joe" P. Longo
- Taylor Spreitler jako Lennox Elizabeth Scanlon
- Nick Robinson jako Ryder Scanlon

### Pozostali
- Lucy DeVito jako Stephanie Krause
- Elizabeth Ho jako Rhonda Cheng
- Megan Hilty jako Tiffany Longo
- Rachel G. Fox jako Holly Rebeck
- Scott Michael Foster jako George Karpelos, Jr.
- Christopher Rich jako Russell Burke
- Joel McKinnon Miller jako Leo Larbeck
- Christine Lakin jako Jackie
- Gregg Sulkin jako Haskell Davis
- Cody Linley jako Aidan Haber
- Rita Rudner jako Monica Burke
- Sterling Knight jako Zander[3]